# Krnić
Krnić (Servisch: Крнић) is een plaats in de Servische gemeente Vladimirci. De plaats telt 600 inwoners (2002).